# Ночной Громила
Ночной Громила (англ. Night Thrasher), настоящее имя Дуэйн Тейлор (англ. Dwayne Taylor) — вымышленный персонаж, супергерой, появляющийся в комиксах издательства Marvel Comics. Впервые появился в Thor # 411 (декабрь 1989), был создан Томом ДеФалко и Роном Френцем.

## История публикации
Ночной Громила является основателем и лидером Новых Воинов, а также руководителем Фонда Тейлора. Хотя он не обладает сверхчеловеческими способностями, он обучался многим видам боевых искусств, а также умеет создавать технологические устройства.
В X-Men vol. 2 # 29 и X-Force vol. 1 # 32, выясняется, что Ночной Громила имеет связи с Клубом Адского пламени, таинственной группой аристократов и противников Людей Икс.
У Ночного Громилы было два законных наставника, когда он дебютировал в проблеме происхождения Новых Воинов: Эндрю Корд и Тай. Корд не был замечен с середины первого тома, а Тай умер в выпуске № 25 после того, как раскрыл его план использовать Новых Воинов, чтобы получить неизмеримую силу. Предполагается, что Ночной Громила просто перерос его потребность в законном опекуне (на странице в New Warriors # 39 было указано, что Дуэйну было 19 лет).

## Вымышленная биография

### Ранние годы
Дуэйн Майкл Тейлор вел тяжелую жизнь. Будучи ребенком в Нью-Йорке, он видел, как его богатые родители были убиты на его глазах. Это событие заставило его превратить себя в человеческую боевую машину в погоне за местью. Со временем это желание мести превратилось в навязчивое желание наказать всех обидчиков.
Он не мог полностью запомнить точные обстоятельства смерти своих родителей и не мог вспомнить лицо своего убийцы; Он предположил, что это его разум пытается заблокировать память. Позже он выяснил, что все обстоятельства смерти его родителей и его собственное воспитание его опекуном Кордом и пожилой азиаткой по имени Тай, фактически были организованы самой Тай.
Управляемый и конфликтный молодой человек вёл двойное существование: днём он руководил Фондом Тейлора, а по ночам он неустанно тренировался до пика человеческих возможностей, обучаясь у лучших частных наставников, которые можно было купить за деньги. Затем он начал патрулирование улиц Нью-Йорка в качестве борца с преступностью, чтобы обеспечить себе испытательный полигон для своих навыков.

### Ранние приключения
Силуэт и Полуночный Огонь действовали как независимые линчеватели на улицах Нью-Йорка, когда они встретились с Дуэйном, который был занят тем же самым, но в одиночку, незадолго до того, как стать Ночным Громилой. Трио начало проводить совместные действия, чтобы уменьшить влияние уличных банд Нью-Йорка. Силуэт и Полночный огонь были детьми Эндрю Корда, который в то время был опекуном Дуэйна.
Их партнерство закончилось, когда Силуэт была застрелена и парализована ниже спины. Полуночный Огонь обвинил Дуэйна, убил копа и стал наркобароном, чтобы заманить Дуэйна в физическую конфронтацию,в которой он не мог победить. Позже частично парализованная Силуэт объединилась с Дуэйном, дистанцируясь от злых действий её брата.
Дуэйн создал специальный бронированный костюм, частично в ответ на угрозу Полуночного Огня, настроенного его убить, а также потому, что чувствовал, что это было самым эффективным способом выполнять свою миссию.

### Новые Воины
Ночной Громила тщательно исследовал несколько молодых сольных героев и выбрал три в качестве мишеней для вербовки. Он основал свою группу как Фантастическая четвёрка, где он как Рид Ричардс из группы является лидером и мозгом. Каждый дополнительный член планировался для отражения ролей каждого из Ф4. Первым из его новобранцев был Ричард Райдер, тогдашний пенсионер, и, предположительно, потерявший сознание, Нова (исполнет роль Существа из-за его чистой силы). Выводя, что он может возродить силы Райдера в случае высокого стресса, Ночной Громила похитил Райдера и высадил его из здания. Несмотря на то, что Райдер был по понятным причинам расстроен в Ночном Громиле за то, что он рисковал своей жизнью, тот факт, что этот инцидент позволил ему восстановить свои силы, его самое большое желание, заставил его почувствовать себя обязанным вступить в команду.
Почти сразу после сбора двух других выбранных товарищей по команде, мутантов Огненную звезду (исполняющую роль как Человек-факел) и Чудо Мальчика, позже известного как Справедливость, (исполнение роли как Невидимой Леди), четыре молодых супергероя стали участвовать в экстренных ситуациях. Бывший Вестник Галактуса, Терракс, восстановил его тело и вызвал много разрушений в центре Нью-Йорка. Прибыв на место происшествия, они обнаружили еще пару супергероев, Нэмориту и Спидбола. Шесть молодых героев сразились с ярым злодеем Терраксом и смогли нейтрализовать его с помощью эрзац (но эффективной) совместной работы. Впоследствии, Мстители появились и украли шоу, в результате чего некоторые из молодых героев горькие о том, чтобы быть пренебрежительным. Тем не менее, шестеро согласились сформироваться вместе в новую команду, назвав себя тем, что репортер назвал их - Новые Воины.
Вместе с Новыми Воинами он помог Тору сразиться с Джаггернаутом. Было продемонстрировано прежнее партнерство с Силуэтом и Полуночным Огнем, и Ночной Громила победил Полночного Огоня и воссоединился с Силуэтом. Ночной Громила впервые столкнулся с Бенгалией и сражался с Карателем. С Новыми Воинами и Фантастической Четвёркой, он снова сражался с Терраксом. С Новыми Воинами он был схвачен Гидеоном.
Воины довольно удачно сражались с преступностью в течение приличного количества времени, но Дуэйн наткнулся на некоторые тревожные несоответствия в фикте, которая была его жизнью. Он впервые обнаружил, что его компания была вовлечена в очень теневые практики, и эта первоначальная непоследовательность привела его неизбежно к тому, чтобы разгадать ложь, которую он накормил с детства. Ничего не было, как казалось. В конце концов, был обнаружен странный мистически-ориентированный заговор, наряду с новыми злодеями в форме Складного круга, и истинная роль Тай была прояснена.
За это время Дуэйн стал законным опекуном для Ярости, молодого парня в супермощном теле человека. Ярость потерял свою бабушку в мести, направленной на друзей и семью новых воинов.

### Складной круг
Ночной Громила столкнулся с преступником-лордом Тацуо в Японии и покинул «Новых Воинов». Он сражался и был насильственно введен в Фальцовку. В это время Дуэйн притворился, что присоединился к Складному кругу, чтобы проникнуть в них, но он забыл сказать Воинам это. Его одержимость правосудием, все еще вызванная смертью его родителей, и его проблемы с гневом привели к тому, что он покинул команду. Он путешествовал со Складным кругом в Храм Драконьего Хреста в Камбодже и узнал об ответственности Тайя за смерть его родителей. С Новыми Воинами, Темным Ястребом и Складным Кругом, он победил Тайя. Он стремился предотвратить враждебное поглощение Фонда Тейлора и спас жизнь Аккорда. Он боролся с реваншем с Гедеоном и Бенгалией и сражался с Тантрумом.
После его ухода Воины никогда не были похожи друг на друга. Линейка немного изменилась, и Дуэйн снова стал союзником. Он терпел неудачи на этом пути, включая потерю своей подруги и товарища по команде Силуэта своему предполагаемому сводному брату Дониэлю (Бандит). Дуэйн больше не был бесспорным лидером Воинов. Большая часть группы обратилась сначала к Нэморите, а затем к Джастику для лидерства. Он позже вошел в контакт с Псионекс, но в конце концов вернулся к команде в последних выпусках Громкость. Он сыграл выдающуюся роль в финальной сюжетной дуге «Новых воинов» (т. 1), посвященной смертоносному удару в Dire Wraith Volxx.
В Nova Human Rocket № 1 (май 1999 года) Ночной Громила распустил команду и решил поехать за границу, обучаясь в различных дисциплинах по боевым искусствам. Узнав о заговоре против Железного Кулака нового лидера Руки Джанзо Муто в то время, Ночной Громила помог недавно реформированным Новым Воинам, чтобы спасти жизнь Железного Кулака. После приключения он снова ушел. В последнем выпуске тома он вернулся в команду, чтобы снова стать отличной командой супергероев.

### Новые Воины. Том 3
Дуэйн Тейлор в конце концов «ушел» из геройства, но остался полуактивным во время работы с Фондом Тейлора. Он хотел использовать основу, чтобы сделать мир лучше, и стал активно участвовать в исследованиях рака. Он собрал первоклассный штат микробиологов, один из которых разработал то, что, казалось, было лекарством от рака. Фактически, лечение оказалось работой мутантного сына биолога, который использовал свои полномочия, чтобы «сказать», что нужно делать, чтобы справиться с этим. Это откровение уничтожило доверие инвесторов к Фонду Тейлора. Ученый умер, пытаясь доказать, что его лечение рака работает, проверяя его на себе.
Дуэйн спас остатки Фонда Тейлора и принял Микроб, сына-мутанта мертвого микробиолога. Дуэйн обратился к телевизионной продюсерской компании с просьбой о банкротстве и продвижении новой команды, упаковывая свои приключения в реалити-шоу. Он собрал новую команду Воинов, плюс Микроба, и они путешествовали по стране.

### Гражданская война
Ночной Громила был одним из четырех из Новых Воинов, вовлеченных в инцидент, который привел к Закону о Регистрации Сверхлюдей в 2006-2007 сюжетной линии «Civil War». Сюжетная линия была начата, когда группа супергероев, которая включает Ночного Громилу, разыграла убежище суперзвёзд в пригороде Стэмфорда, штат Коннектикут. Когда один из злодеев, Нитро, взорвется, Ночной Громила умирает во взрыве. Его смерть подтверждена в Civil War: Front Line # 1.
После «Гражданской войны» появилась новая команда, называющая себя «Новые Воины». Они начали набор подпольных, неоткрытых и отключенных героев, которые решительно не согласны с законом о регистрации сверхчеловека. В то время как большинство из этих новых воинов являются новыми для команды, лидер и вербовщик показывают себя как Ночной Громила, хотя истинная личность этого человека неизвестна для первых нескольких вопросов. Могила Ночного Стража содержит только разрушенные останки костюма, который он носил во время инцидента в Стэмфорде, с анализом костюма, показывающим удивительно минимальное количество биологического материала, хотя врач, который проводил анализ, отметил, что это можно объяснить тем, что Тейлор был человеком и находился в непосредственной близости от взрыва Нитро, будучи также частично защищенным своим костюмом. В «New Warriors» #6 видно, что этот новый «Ночной Громила» на самом деле является Дониэлем Тэйлором, незаконным сводным братом Дуэйна, с которым Дуэйн ранее боролся как со злодеем под псевдонимом Бандит.
Остатки из Дуэйна вместе с Микробом и Нэморита были позже восстановлены группой «Новые Воины» и Инициативной группой по вопросам юстиции и получили надлежащее захоронение.

### Пост гражданская война
Впоследствии «Новые Воины» используют машину времени, чтобы попытаться вернуться в прошлое и спасти Дуэйна, но случайно отправлены на будущее, где Железный человек использовал Инициативу, чтобы поставить весь мир под власть тирании. Дониелл противостоит Железному человеку, только чтобы доказать, что это не Тони Старк, который носит броню, а воскресший Дуэйн. Радуясь, что его брат жив, Дониелл помогает захватить своих товарищей по команде, несмотря на его опасения относительно диктатуры Дуэйна. Когда этот альтернативный Дуэйн хладнокровно убивает пленника Тони Старка, Дониэлл поворачивается против него, освобождая Новых Воинов и в конце концов убивая его.

### «Соревнование чемпионов» и возвращение
Во время соревнования между Коллекционером и его братом, Грандмастером, Ночной Громила вырывается из таймстрим за секунды до его смерти, чтобы он мог служить частью команды Коллекционера. После того как маэстро узурпирует роль коллекционера и берет на себя участие в конкурсе, Ночной Громила помогает возглавить восстание. Восстание проваливается, но Маэстро отправляет Ночной Трахер к сегодняшнему дню Земли, полагая, что он слишком опасен, чтобы держаться. В настоящем Ночной Громила пробуждается, чтобы найти, что его последняя память это смерть во взрыве в Стэмфорде.

## Силы и способности
По словам злодея Генекида, Дуэйн имеет некоторые неуточненные «продвинутые ДНК». И в выпуске # 10 Эмма Фрост утверждает, что он был каким-то образом естественным иммунитетом к телепатическим зондам; Позже выяснилось, что это было вызвано Тайем, из-за того, что она исказила его память или намеренное усилие со стороны Тайя, чтобы никто другой не мог манипулировать Дуэйном и вмешиваться в её планы на него.
Ночной Громила обладает превосходными рукопашными способностями и обучается различным боевым искусствам; Он смог отстоять свое наказание против Карателя (Громила выиграл бы, если бы Каратель не смог выпустить на него автоматную очередь пистолета-пулемета в упор). Он также отличный акробат, талантливый дизайнер боевых костюмов и небольшого вооружения, хороший компьютерный «хакер». Его сила была еще больше увеличена, хотя и не поистине сверхчеловеческой, благодаря его боевой броне от Mark II.

### Оборудование
Ночной Громила был одет в специальный костюм из легкой артикулированной боевой брони, состоящей из кевларо-боро и силикатно-ориентированного волокна в керамической матрице, 2 слоя толщиной 8 мм / 16 мм и ткани, состоящей из нитрида титана с микропочтой; Он первоначально разработал боевой костюм, чтобы выжить в бою с братом Силуэта «Полночным Огнем». Костюм не может быть разрушен пулями из обычного огнестрельного оружия или ножами и является огнеупорным. Костюм также состоит из тонкой пластины LED. корпуса, который позволяет костюму маскироваться в своем окружении. Шлем содержал очки (интегральные) с инфракрасным прицелом, телескопической линзой, магнитно-резонансным сканированием и приложением камеры. Шлем также включает в себя дыхательный аппарат, голосовой скремблер, устройство двусторонней радиосвязи, параболический усилитель звука и кибернетическую связь с броневыми системами.
Он также носил пару дубинок, палочки Экскрима, которые он назвал своими «Боевыми посохами», которые прикреплялись к специальным слотам на задней части брони I и бронированный высокотехнологичный стекловолоконный скейтборд с выдвижным лезвием с острыми лезвиями; Доска также цепляется за его доспехи. Броня была оборудована титановым пружинным лезвием в правом предплечье. Левое запястье его доспеха содержало тонкую гарротную проволоку из адамантия. На предплечьях устанавливались также ракеты типа земля-земля. В доспехах Mark I также был скрытый отсек, в котором у него был пистолет-пулемет Uzi, запасенный для чрезвычайных ситуаций. Его скейтборд также можно использовать как щит или как оружие с широким скрытым лезвием; Он также может быть изменен для использования в качестве сноуборда.
Рукавицы на запястье на его броне могли стрелять перцовым аэрозолем, сонным газом или взрывоопасно запускать его «боевые посохи», которые были спрятаны в кобуру вдоль его предплечий в броне Mark II. Его рукавицы могли также развернуть пневматические стрельбища для пересечения крыш и содержать выдвижные лезвия, а также выдвижной компьютерный кран. У него также был служебный пакет с различной формой взрывчатых веществ, пластик, напалмовый гель и кордиевые пакеты, магниевые вспышки, дымовые капсулы, зажигательные патроны, домкраты / шпоры и шарикоподшипники. В рюкзаке также находился парашют. Броня Марка II также имела усовершенствованную активную систему камуфляжа.
Кроме того, было обнаружено, что доспехи Ночного Стража, которые Дуэйн носил в гражданской войне, были сделаны из вибрационной сетки.

## Товары
Различные товары были проданы с участием Ночного Громилы (Дуэйн Тэйлор). В ноябре 2006 года Wizkids продали через свою Supernova линию статуэтки Ночного Громилы от HeroClix (набор из 3). Ночной Громила был показан в Marvel Universe Trading Cards - Серия 1 (1990 год, карта №85), Серия 2 (1991, cards # 22 и 156), Серия 3 (1992, карты № 59 и 174), Серия 4 (1993, карточка № 26) и Серия 5 (1994 год, карточки № 79 и 168). Ночной Громила также был включен в ряд футболок, плакатов и оттисков с участием Новых Воинов. В 2019 году была выпущена фигурка Ночного Громилы в линейке Marvel Legends.

## Вне комиксов
- Телевизионная версия Ночного Громилы изначально была на ранних стадиях разработки сольного сериала для UPN в 2002 году[25][26]. В итоге шоу было отменено.
- Актеру Джереми Тарди досталась роль Ночного Громилы в сериале Новые Воины от Marvel Television[27][28], однако сериал в итоге был отменён.
- Ночной Громила является играбельным персонажем в мобильной файтинг-игре Marvel: Contest of Champions.